# 제침기

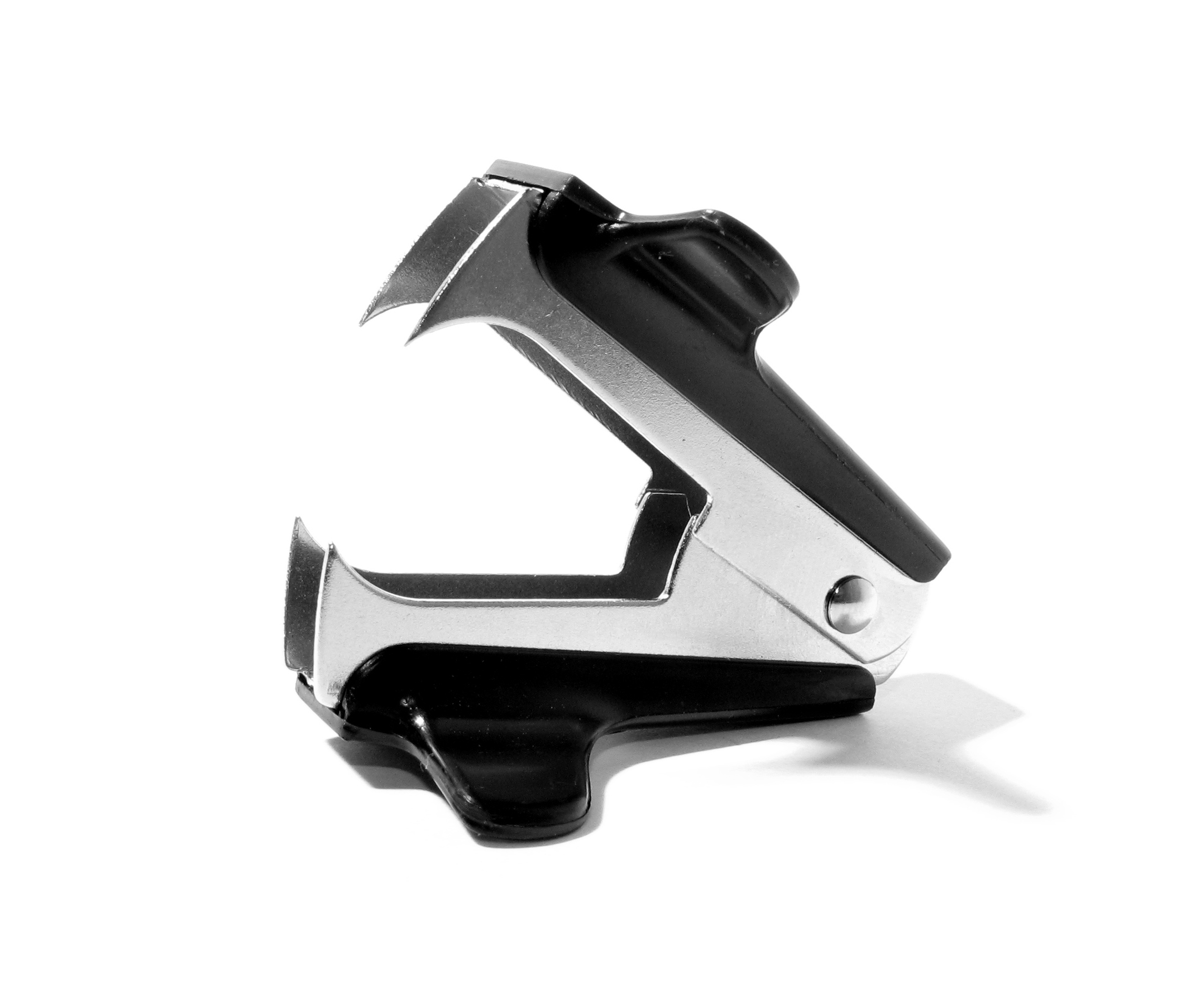
제침기

제침기를 잘못 사용하는 모습

제침기(除針器)는 스테이플러 심을 제거할 때 사용하는 도구이다. 끝이 손톱 모양으로 되어 있으며, 스테이플러 심을 제거할 경우, 종이와 심 사이에 도구의 손톱 모양의 부분을 끼고 올려서 심을 제거한다.
스테이플러 본체에 부속되어 있는 경우도 있다.

## 같이 보기
- 스테이플건